# 쪽매도마뱀붙이
쪽매도마뱀붙이(Diplodactylus tessellatus)는 테셀레이트 게코(tessellated gecko)라 불리며, 호주의 뉴사우스웨일스주, 퀸즐랜드주, 노던 준주, 사우스오스트레일리아주, 빅토리아주 북서부에서 발견되는 작은 지면성 도마뱀붙이류이다. 쪽매는 하나같이 호주 대륙에만 분포하는 돌도마뱀붙이속의 26종 중 하나다. 몸뚱이는 회색에서 짙은 적갈색 바탕에, 등에 아주 다양한 무늬를 띈다.

## 분류
쪽매는 독일 출신의 영국 동물학자, 어류학자, 양서파충류학자 알베르트 귄터가 1875년에 처음으로 기술하였다. 돌도마뱀붙이류(diplodactyline)는 호주 대륙이 곤드와나 초대륙에서 쪼개지기 전부터 호주에 있었다고 여겨지는 현존하는 유일한 도마뱀목의 분류군이다. 쪽매는 1,200 - 2,000 만 년 전, 신제3기의 마이오세에 동부돌도마뱀붙이(:en:Diplodactylus vittatus)에서 분기되었다고 여겨진다. 헬멧도마뱀붙이(:en:Diplodactylus galeatus)와의 자매 분류군(:en:sister taxon) 관계도 지지받는다.

## 형태
쪽매의 성체는 평균 9cm까지 자라며, 몸뚱이는 일반적인 형태를 띠고, 짧고 통통한 꼬리에는 넓적한 비늘이 고리 모양을 이루어 나있다. 몸뚱이는 회색에서 짙은 적갈색 바탕에, 등에 아주 다양한 무늬를 띈다. 몸뚱이와 꼬리의 윗부분은 대개 특이한 일련의 창백한 노란색, 검은색 점이 보통 짝을 지어 난다. 항문 앞에는 항문전공 대신 4–13 개의 결절이 나있다. 돌도마뱀붙이속에서도 흔한 특증으로는 약간 처졌으며 길고 가는 발가락 따위가 있다. 수컷은 뒷다리 근처에, 반음경 두덩이 윗부분 근처라는 독특한 부위에 자리한 총배설강옆돌기(paracloacal spur)가 나있다. 유체는 보통 색깔이 더 밝으며, 덩치는 성체의 25–30%에 달한다.

## 생태
클라우스 헨레(Klaus Henle)는 1985 - 1987년에 킨체가국립공원(:en:Kinchega National Park)에서 쪽매의 생활사와 개체수의 추이에 대해 연구하였다. 이를 통해 쪽매는 봄, 여름의 짧은 기간에 사망률이 높으며, 나머지 계절, 특히 거의 또는 전혀 움직이지 않는 겨울에는 사망률이 낮다는 것이 밝혀졌다. 개체는 평생 출생지 50 - 100 m 반경 안에서 살아간다. 봄이 시작되는 9월에서, 겨울 동안 동면하기 전까지의 5월 말까지 제일 활동적이다.

## 서식지와 분포
쪽매는 호주의 뉴사우스웨일스주, 퀸즐랜드주, 노던 준주, 사우스오스트레일리아주, 빅토리아주 북서부의 건조한 내륙지대 전역에 분포하는 지면성 도마뱀붙이류이다. 낮에는 땅의 틈새, 버려진 거미 구멍, 균열, 잔해 속이나 부러진 나무줄기 밑에 숨는데, 그 어떤 곳에서도 뛰어난 위장 실력을 보인다. 밤에 기어나와서 곤충을 잡아먹는다. 내륙의 큰 강의 검은 흙으로 뒤덮인 범람원과 같이 조건이 적절한 장소에서는 자주 볼 수 있다.

## 식단
절지동물이라면 뭐든 먹지만, 주로 메뚜기목, 거미목, 파리목 따위를 먹으며, 흰개미를 좋아한다. 먹이를 찾아 멀리 돌아다니지만, 매복해서 사냥하는 습성이 있어서 같은 장소에서 몇 시간 동안 틀어박혀있기도 한다. 번식기와 겨울의 동면기 전에는 먹이를 많이 먹어서 꼬리에 지방을 쌓아둔다.

## 번식

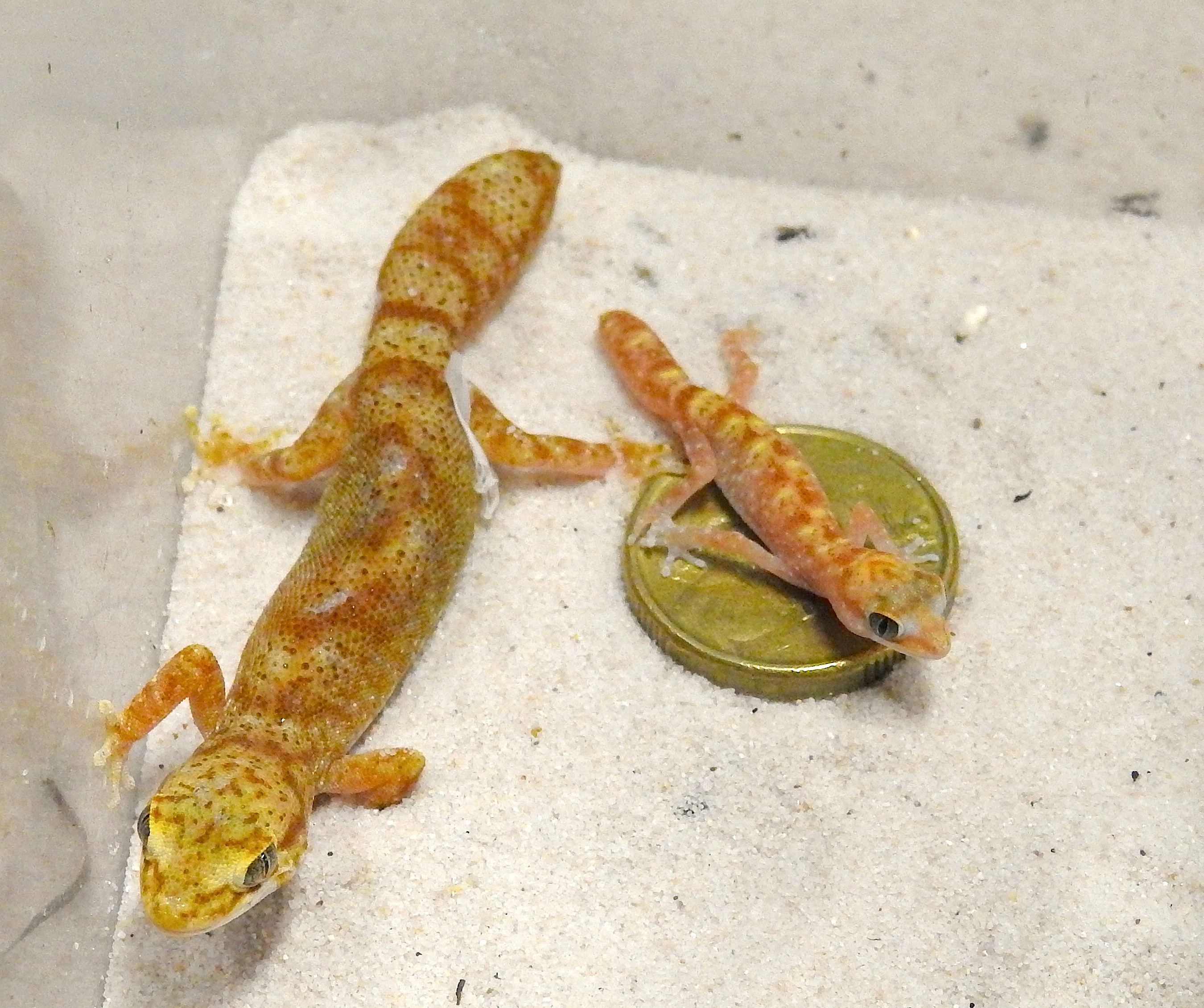
모래 위의 성체와 동전 위의 유체

쪽매는 알을 평균적으로 한 번에 두 개씩 낳으며, 온도가 28도에 달하는 적절한 조건에서는 50 - 60일이면 부화한다. 알의 평균 크기는 긴지름 13.5 mm, 짧은지름 6.5 mm이다. 유체는 평균적으로 꼬리까지 24 mm에 달하며, 부화한지 1년이 지나면 성숙한다. 풍부한 먹이와 안정된 기후 따위의 바람직한 생물계절학(en:Phenology)적 상태 하에서는 건강상의 문제 없이 두 번씩 산란할 수 있다. 자연환경에서는 첫 산란은 11월, 두 번째는 1월이며 부화실패율은 56%이다. 난관의 알은 촉진(en:palpation)법으로 찾을 수 있다.

## 위협
호주에서는 도입종들이 수많은 멸종을 야기하였다. 고양이와 같은 이국적인 가정동물들은 밤에 사냥다니는 지중성 도마뱀붙이류의 사망률에 좋지 않은 영향을 끼친다. 쪽매도마뱀붙이 같은 지중성 도마뱀붙이류는 환경에 적응한 고양이에게 갑작스레 먹히는 일이 비일비재하다.